# Abby Mann
Abby Mann (Philadelphia, 1 december 1927 – 25 maart 2008) was een Amerikaans draaiboekauteur, toneelschrijver en filmproducent.
Hij werd geboren als Abraham Goodman en groeide op in East Pittsburgh, Pennsylvania.
Mann maakte vooral naam met zijn werk op het gebied van controversiële onderwerpen en zijn draaiboeken voor social drama's. Het meest bekend werd hij met zijn script voor Judgment at Nuremberg, aanvankelijk geproduceerd voor televisie en uitgezonden in 1959, maar twee jaar later, in 1961 opnieuw geproduceerd voor het grote witte doek, onder regie van Stanley Kramer. Voor die versie werd kort daarna aan Abby Mann de Oscar voor best adapted screenplay toegekend. In de speech waarmee hij zijn Oscar in ontvangst nam, zei hij:
"Een schrijver die minstens een knip voor de neus waard wil zijn, heeft de plicht niet alleen te vermaken, maar ook om commentaar te leveren op de wereld waarin hij leeft."
Mann herschreef zijn Oscar-winnende script voor een Broadway theatre-productie (2001), waarin onder meer Maximilian Schell uit de oorspronkelijke film optrad, zij het wel in een andere rol dan destijds.
Manns bekendste televisieproductie was ongetwijfeld de serie Kojak, met in de hoofdrol de lollie-likkende kaalkop Telly Savalas. Mann stond voor Kojak officieel op de rol als uitvoerend producent, maar schreef zelf ook driftig mee aan menige aflevering. Tot ander werk van zijn hand behoorden onder meer de scripts voor de televisiefilms The Marcus-Nelson Murders, The Atlanta Child Murders, Teamster Boss: The Jackie Presser Story, Indictment: The McMartin Trial, en de bioscoopfilm War and Love.
Hij overleed op 25 maart 2008, 80 jaar oud, ten gevolge van een hartstilstand. Zijn overlijden kwam een dag na dat van Richard Widmark, een van de hoofdrolspelers in Judgment at Nuremberg.